# NGC 1110
NGC 1110 is een spiraalvormig sterrenstelsel in het sterrenbeeld Eridanus. Het hemelobject werd in 1886 ontdekt door de Amerikaanse astronoom Frank Leavenworth.

## Synoniemen
- PGC 10673
- MCG -1-8-10
- UGCA 43
- FGC 346